# Оровайский 195-й пехотный полк
195-й пехотный Оровайский полк — пехотная воинская часть Русской императорской армии.
Полковой праздник — 22 октября, день иконы Казанской Божьей Матери. Все даты приведены по старому стилю.

## История

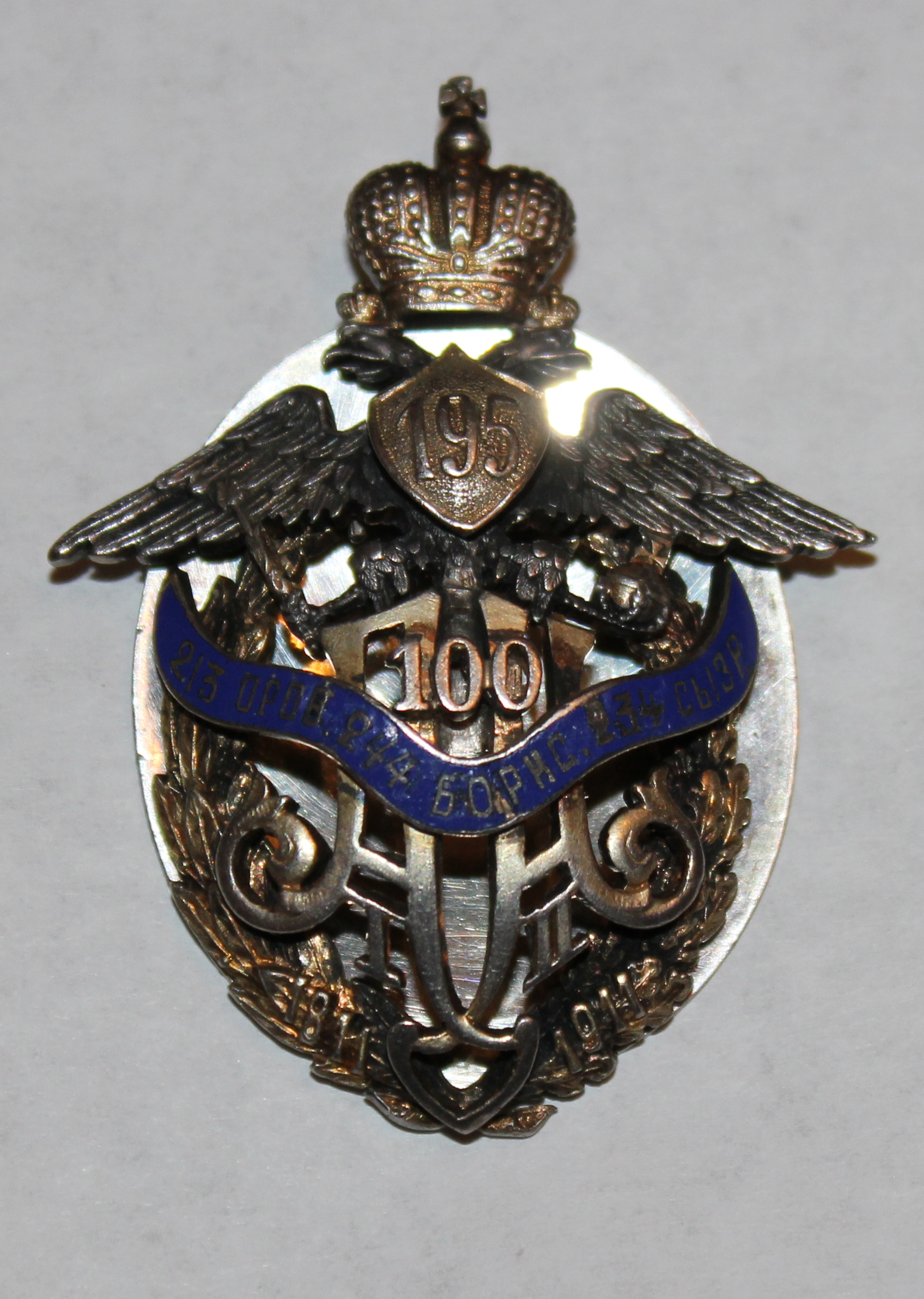
Полковой знак 195 пехотного Оровайского полка, 1911 год.

- Сформирован 17 января 1811 года как Витебский внутренний губернский полубатальон.
- В 1812 году принял ограниченное участие в Отечественной войне.
- С 14 июля 1816 — Витебский внутренний гарнизонный батальон.
- В 1863 году участвовал в подавлении Польского восстания 1863 года.
- В 1864 году был назван Витебским губернским батальоном.
- 26 августа 1874 года назван Витебским местным батальоном.
- 31 августа 1878 года был переформирован в 21-й резервный кадровый пехотный батальон.
- 25 марта 1891 года переименован в Динабургский резервный батальон.
- 21 октября 1892 года батальон был передислоцирован в Пензу.
- С 6 февраля 1893 года переименован в Оровайский в память победы русских войск у селения Оравайс в 1808 году во время русско-шведской войны.
- С 26 мая 1899 года — 213-й Оровайский резервный батальон.
- К 26 декабря 1903 года был переформирован в 213-й Оровайский полк двухбатальонного состава.

В связи с мобилизацией, объявленной 1 июня 1904 года, с 11 июня батальон был развёрнут в два полевых полка военного времени: 213-й пехотный Оровайский полк 54-й дивизии 5-го Сибирского корпуса и 281-й пехотный Дрисский полк 71-й дивизии, которые после смотра в Пензе, проведенного императором Николаем II  (28 июня 1904) отбыли на Маньчжурский фронт.
Во время Русско-японской войны участвовал в боевых действиях.
6 марта 1906 вновь переформирован в полк двухбатальонного состава.
С 20 февраля 1910 — 195-й пехотный Оровайский полк, тогда же к полку присоединены две части:
1. 234-й Сызранский резервный батальон, ведший свою историю от сформированного 31 июля 1878 45-го резервного батальона.
2. 244-й Борисовский резервный батальон, ведший свою историю от сформированного 17 января 1811 Могилевского внутреннего губернского полубатальона.

Полк — активный участник Первой мировой войны, в частности, Люблин-Холмского сражения в июле 1915 г.
Часть офицеров полка в 1918 сформировала в г. Екатеринбурге 27-й Камышловско-Оровайский полк 7-й Уральской дивизии горных стрелков.

## Знаки различия
| Описание     | Знаки различия по состоянию на 1904—1907 гг.    | Знаки различия по состоянию на 1904—1907 гг.    | Знаки различия по состоянию на 1904—1907 гг. | Знаки различия по состоянию на 1904—1907 гг. | Знаки различия по состоянию на 1904—1907 гг. | Знаки различия по состоянию на 1904—1907 гг. | Знаки различия по состоянию на 1904—1907 гг. | Знаки различия по состоянию на 1904—1907 гг.               |
| ------------ | ----------------------------------------------- | ----------------------------------------------- | -------------------------------------------- | -------------------------------------------- | -------------------------------------------- | -------------------------------------------- | -------------------------------------------- | ---------------------------------------------------------- |
| Погоны       | Просьба за изготовлением и перемещеним картину! | Просьба за изготовлением и перемещеним картину! |                                              |                                              |                                              |                                              |                                              |                                                            |
| Классный чин | Полковник                                       | Подполко́вник                                    | Капитан                                      | Штабс-капитан                                | Пору́чик                                      | Подпору́чик                                   | Прапорщик                                    | Зауряд-прапорщик (произведенный из старших унтер-офицеров) |
| Группа       | Штаб-офицеры                                    | Штаб-офицеры                                    | Обер-офицеры                                 | Обер-офицеры                                 | Обер-офицеры                                 | Обер-офицеры                                 | Обер-офицеры                                 | Обер-офицеры                                               |

## Командиры полка
(Командующий в дореволюционной терминологии означал временно исполняющего обязанности начальника или командира).
- 27.03.1811-? — подполковник Паткуль К. В. (Витебского внутреннего губернского батальона)
- 10.03.1871-19.01.1872 — полковник князь Шахмаметьев, Фёдор Степанович (Витебского губернского батальона)
- 31.08.1878-? — полковник Сулима-Самойлов Л. А. (21-го резервного пехотного кадрового батальона)
- 10.01.1904[2] — 18.07.1905 — полковник Ромишевский, Владислав Васильевич
- 18.07.1905 — 16.11.1911[3] — полковник фон Коцебу, Павел Аристович
- 20.11.1911 — 28.12.1914[4] — полковник Третеский, Леонид Иустинович
  - 21.09.1914 — 27.12.1914 — командующий подполковник Вернер, Михаил Николаевич
- 28.12.1914 — 04.03.1915 — полковник Васильев-Чечель, Пётр Гаврилович
- 13.03.1915 — 09.06.1915[5] — полковник Гибер фон Грейфенфельс, Алексей Григорьевич
  - 12.03.1915 — 24.04.1915 — командующий подполковник Полумордвинов, Владимир Александрович
  - 04.05.1915 — 30.07.1915 — командующий капитан Дзбановский, Иван Николаевич
- 30.06.1915 — 14.09.1915 — полковник Шаров, Василий Степанович
- 16.09.1915 — 30.11.1916 — полковник Суходольский, Вячеслав Владимирович
- 05.02.1917 — хх.11.1917 — полковник Дмитриев, Алексей Алексеевич
- 15.11.1917 — 15.12.1917 — командующий подполковник Бажанов, Михаил Ефремович

## Известные люди, служившие в полку
- Баранюк, Андрей Васильевич — прапорщик, полный Георгиевский кавалер.
- Вернер, Михаил Николаевич — военный, генерал-майор Белой армии.
- Александр Грин — писатель.

## Знаки отличия полка
1. Простое полковое знамя, пожалованное в 1911 году, с надписью «1811-1911» и Александровской юбилейной лентой.
2. Знаки отличия (нагрудные у офицеров, на головные уборы у нижних чинов) с надписью: «За отличіе въ войну съ Японіей въ 1904 и 1905 годахъ» в 1-м и 2-м батальонах (Высочайший приказ 30 июля 1911 года) и в 4-м батальоне (Высочайший приказ 5 октября 1912 года).
3. За отличие в сражении у Старосоли в октябре 1914 года полк был представлен к награждению Георгиевским знаменем. 3-й батальон был одновременно представлен к награждению знаком отличия «За бой у Старосоли 1 октября 1914 г.»[6]